# Záboří nad Labem
Záboří nad Labem là một làng thuộc huyện Kutná Hora, vùng Středočeský, Cộng hòa Séc.